# Нейдер, Майкл
Майкл Нейдер (англ. Michael Nader; 19 февраля 1945 — 23 августа 2021) — американский актёр, наиболее известный благодаря исполнению роли Фарнсворта «Дэкса» Дэкстера, третьего мужа Алексис Колби, в сериале «Династия» компании ABC.

## Карьера
Спортивного виде Нейдер начал свою карьеру в 1963 году, появившись в массовке в многочисленных фильмах «Пляжная вечеринка» компании «American International Pictures» — обычно в титрах его указывали как «Майк Нейдер». С 1965 по 1966 год снимался в сериале «Гиджет». Снялся в небольшой роли в известном своим провалом мюзикле «Потерянный горизонт» 1973 года.
Первой крупной ролью стал Кевин Томпсон в сериале «Как вращается мир» в 1976 году. В 1983 году появился в мыльной опере «Обнажённый аромат» канала NBC в роли Алексия Теополиса. В том же году актёр получил роль Фарнсворта «Дэкса» Дэкстера в рейтинговом хите «Династия» компании ABC, где снимался вплоть до его окончания в 1989 году. С 1991 по 1999 года снимался в сериале «Все мои дети» в роли Димитрия Марика, мужа Эрики Кейн в исполнении Сьюзан Луччи, вернувшись к роли в 2000 и 2001 годах.
В качестве приглашённой звезды снялся в эпизодах таких сериалов, как «Закон и порядок: Специальный корпус» и «Детектив Раш». 12 июня 2013 года актёр вернулся к роли Димитрия Марик в новой версии сериала «Все мои дети».

## Личная жизнь
С июня 1984 по 1990 года был женат на производственном ассистенте Робин Уайсс (англ. Robin Weiss), которая родила ему дочь Линдсей Мишелль Нейдер (англ. Lindsay Michelle Nader) в 1984. Вторая жена Нейдера — Бэт Виндзор (англ. Beth Windsor), на которой он женился 20 марта 1992 года; сейчас они разведены.
В 1997 году был арестован за вождение в состоянии наркотического опьянения. Актёра уволили из сериала «Все мои дети» в 2001 году, после того, как полиция арестовала его за хранение наркотиков.
Джордж Нейдер являлся дядей Нейдера.

## Фильмография

### Кино
| Кино | Кино                          | Кино                       | Кино               | Кино                   |
| Год  | Название                      | В оригинале                | Роль               | Примечания             |
| ---- | ----------------------------- | -------------------------- | ------------------ | ---------------------- |
| 2010 | Тихий дом                     | The Quiet House            | Эндрю              | короткометражный фильм |
| 2009 | Райское местечко              | In Paradisum               | Отец               | короткометражный фильм |
| 1996 | Сбежавшие                     | Fled                       | Мантаяно           |                        |
| 1992 | Последнее прикосновение       | The Finishing Touch        | Сэм Стоун          |                        |
| 1967 | Поездка                       | The Trip                   | н/д                |                        |
| 1966 | Файерболл 500                 | Fireball 500               | Джоуи              |                        |
| 1965 | Сержант Мертвая Голова        | Sergeant Dead Head         | Полицейский        | под именем Майк Нейдер |
| 1965 | Как справиться с диким бикини | How To Stuff A Wild Bikini | Майк               | под именем Майк Нейдер |
| 1965 | Горнолыжная вечеринка         | Ski Party                  | Бобби              | под именем Майк Нейдер |
| 1965 | Пляжные игры                  | Beach Blanket Bingo        | Бутч               | под именем Майк Нейдер |
| 1964 | Пижамная вечеринка            | Pajama Party               | Юноша              | под именем Майк Нейдер |
| 1964 | Пляж бикини                   | Bikini Beach               | Сёрфер             | под именем Майк Нейдер |
| 1964 | Подростковые мысли            | For Those Who Think Young  | Парень из колледжа | под именем Майк Нейдер |
| 1964 | Мускулы на пляже              | Muscle Beach Party         | Сёрфер             | под именем Майк Нейдер |
| 1963 | Пляжная вечеринка             | Beach Party                | Парень на пляже    | под именем Майк Нейдер |

### Телевидение
| Телевидение | Телевидение                            | Телевидение                                   | Телевидение              | Телевидение                        |
| Год         | Название                               | В оригинале                                   | Роль                     | Примечания                         |
| ----------- | -------------------------------------- | --------------------------------------------- | ------------------------ | ---------------------------------- |
| 2013        | Все мои дети                           | All My Children                               | Димитри Марик            | 31 эпизод+                         |
| 2009        | Детектив Раш                           | Cold Case                                     | Такер «Дюк» Бентон       | эпизод «The Crossing»              |
| 2002        | Закон и порядок: Специальный корпус    | Law & Order: Special Victims Unit             | Роберт Прескотт          | эпизод «Surveillance»              |
| 1991-2001   | Все мои дети                           | All My Children                               | Димитри Марик            | 86 эпизодов                        |
| 1991        | Перри Мэйсон: Дело злобного гангстера  | Perry Mason: The Case Of The Maligned Mobster | Джонни Сорренто          | телевизионный фильм                |
| 1990-1991   | Флэш                                   | The Flash                                     | Николас Пайк             | эпизоды «Pilot» и «Fast Forward»   |
| 1990        | Лаки / Шансы                           | Lucky / Chances                               | Энзио Боннатти           | мини-сериал                        |
| 1989        | Рыцарь навсегда                        | Forever Knight                                | Лакруа                   | эпизод «Nick Knight»               |
| 1988        | Великий побег 2: Нерасказанная история | The Great Escape II: The Untold Story         | Буршардт                 | телевизионный фильм                |
| 1988        | Леди-гангстер                          | Lady Mobster                                  | Ник Скалфон              | телевизионный фильм                |
| 1984        | В поисках потерянной любви             | Finder Of Lost Loves                          | Кент Хэллидэй            | эпизод «Portraits»                 |
| 1983        | Династия                               | Dynasty                                       | Фарнсворт «Дэкс» Дэкстер | 151 эпизод                         |
| 1983        | Обнажённый аромат                      | Bare Essence                                  | Алекси Теофилус          | 5 эпизодов                         |
| 1981        | Частный детектив Магнум                | Magnum, P.I.                                  | Митч Колдвелл            | эпизод «The Ugliest Dog In Hawaii» |
| 1976-1978   | Как вращается мир                      | As The World Turns                            | Кевин Томпсон            | н/д                                |
| 1965-1966   | Гиджет                                 | Gidget                                        | Сиддо / Питер Стоун      | 9 эпизодов                         |